# Emilio Lehmberg Ruiz
Emilio Lehmberg Ruiz (Málaga, 9 de noviembre de 1905 - Las Rozas de Madrid, 24 de agosto de 1959) fue un compositor y músico español.
Hijo de un superviviente del naufragio de la Gneisenau y de una malagueña, Lehmberg Ruiz estudió en el Conservatorio de Málaga, continuando sus estudios en el de Madrid.
Compuso el pasodoble "Arquillos" para el municipio de Arquillos (Jaén).
También compuso piezas para piano, canto, orquesta de cámara y orquesta sinfónica. Además, compuso para cine, el NO-DO, teatro (zarzuelas, comedias musicales, revistas) y la Sinfonía para la festividad de santa Cecilia, estrenada póstumamente. Puso música al documental Otros tiempos, 1908-1958 (1958). 